# Fernand Goyvaerts
Fernand Goyvaerts (Malinas, Bélgica; 24 de octubre de 1938 - Brujas, 5 de abril de 2004) fue un futbolista belga que jugó en el F.C. Barcelona y en el Real Madrid.

## Biografía
Fichó por el Club Brujas a los catorce años y debutó en el primer equipo a los dieciséis. En el año 1963, tras un enfrentamiento con su entrenador Norberto Höfling, deja Brujas para fichar por el FC Barcelona.
En 1965, Goyvaerts es nombrado Mejor jugador de la Liga. Al año siguiente ficha por el Real Madrid, club en el cual no pudo triunfar debido a las lesiones. Tras dos años en el Madrid, se va con Di Stéfano al Elche CF.
En 1969, abandona España y ficha por el Niza francés. En 1971 vuelve a Bélgica. Juega en el Cercle Bruges KSV, KSC Lokeren, KWSC Lauwe, RC Tournai y KWSC Lauwe.
Aunque fue uno de los más grandes talentos de los años 1950-60, solo fue seleccionado con el combinado nacional de Bélgica en ocho ocasiones, ya que en esa época los jugadores que se iban a equipos extranjeros se les consideraba "desertores". Es el único jugador belga, junto a Thomas Vermaelen, que ha jugado en el FC Barcelona.
Después de colgar las botas, Fernand Goyvaerts se convirtió en representante de jugadores con mucho éxito. Se encargó del traspaso de Jean-Pierre Papin al FC Bruges.
Falleció en abril de 2004 como consecuencia de una hemorragia cerebral.

## Carrera
- 1954-1962 : Club Brujas  Bélgica
- 1962-1965 : FC Barcelona  España
- 1965-1967 : Real Madrid  España
- 1967-1968 : Elche CF  España
- 1968-1971 : OGC Nice  Francia
- 1971-1973 : Cercle Brugge  Bélgica
- 1973-1974 : KSC Lokeren  Bélgica
- 1974-1976 : KWSC Lauwe  Bélgica
- 1976-1977 : RRC Tournai  Bélgica
- 1977-1979 : KWSC Lauwe  Bélgica

## Palmarés
- Copa de Europa : 1966
- Campeonato de Liga : 1967